# Regierung Estrup
Die konservative Regierung Estrup (dän. regeringen Estrup) unter Konseilspräsident Jacob Brønnum Scavenius Estrup war die dänische Regierung vom 11. Juni 1875 bis zum 7. August 1894.
Das Kabinett war das erste Kabinett, das von der Højre gestellt wurde und war das siebzehnte seit der dänischen Märzrevolution. 1894 wurde in der Regierung Estrup der neue Ministerposten eines Ministers für öffentliche Arbeiten eingeführt. Sie bestand aus den folgenden Ministern:
- Konseilspräsident und Finanzminister: J.B.S. Estrup
- Außenminister:

F.G.J. Moltke bis zum 1. Oktober 1875, danach
O.D. Rosenørn-Lehn bis zum 21. Mai 1892, danach
K.T.T.O Reedtz-Thott
- Innenminister:

E.V.R. Skeel bis zum 29. August 1884, danach
S.H.S. Finsen bis zum 7. August 1885, danach
H.P. Ingerslev bis zum 15. Januar 1894, danach
H. E. Hørring
- Justizminister und Minister für Island: J.M.V. Nellemann
- Minister für Kirche und Unterrichtswesen:

J.C.H. Fischer bis zum 24. August 1880, danach
J.F. Scavenius bis zum 6. Juli 1891, danach
A.H.F.C. Goos
- Kriegsminister:

Wolfgang von Haffner bis zum 28. Juli 1877, danach
J.C.F. Dreyer bis zum 4. Januar 1879, danach
W.F.L. Kauffmann bis zum 1. April 1881, danach
N.F. Ravn bis zum 12. September 1884, danach
Jesper Jespersen von Bahnson
- Marineminister:

Wolfgang von Haffner bis zum 28. Juli 1877, danach
J.C.F. Dreyer bis zum 4. Januar 1879, danach
N.F. Ravn
- Minister für öffentliche Arbeiten: H.P. Ingerslev ab dem 15. Januar 1894

## Quelle
- Statsministeriet: Regeringen Estrup